# Mistrzostwa Europy w Biegach Górskich 2002
1. Mistrzostwa Europy w Biegach Górskich – zawody lekkoatletyczne, które 7 lipca 2002 rozegrano w Câmara de Lobos na Maderze. 

## Rezultaty

### Mężczyźni
| Konkurencja:     | 1. miejsce       | Rezultat | 2. miejsce       | Rezultat | 3. miejsce      | Rezultat |
| Bieg seniorów    | Alexis Gex-Fabry | 56:37    | Marco De Gasperi | 56:55    | Abdülkadir Türk | 57:52    |
| Drużyna seniorów | Włochy           | 11 pkt.  | Austria          | 21 pkt.  | Francja         | 47 pkt.  |

### Kobiety
| Konkurencja:     | 1. miejsce          | Rezultat | 2. miejsce          | Rezultat | 3. miejsce      | Rezultat |
| Bieg seniorek    | Swietłana Demidenko | 39:59    | Catherine Lallemand | 41:05    | Anna Pichrtová  | 42:01    |
| Drużyna seniorek | Włochy              | 22 pkt.  | Czechy              | 41 pkt.  | Wielka Brytania | 50 pkt.  |